# عدس بلسني
عدس بلسني (الاسم العلمي:Lens ervoides) هو نوع من النباتات يتبع جنس العدس من الفصيلة البقولية.